# الترزباخ
الترزباخ (به آلمانی: Altersbach) یک شهر در آلمان است که در تورینگن واقع شده‌است.

## خصوصیات
الترزباخ ۳٫۱۵ کیلومترمربع مساحت دارد ۴۸۳ متر بالاتر از سطح دریا واقع شده‌است.